# Каджол
Каджол Девган (маратхі काजोल देवगन, англ. Kajol Devgan, до шлюбу Мукерджі, більш відома як Каджол; нар. 5 серпня 1974, Бомбеї) — індійська акторка та активістка, знімається у фільмах мовою гінді. Каджол і її тітка Нутан Бегл (1936—1991) ділять між собою чемпіонство за кількістю Filmfare Awards в категорії «Найкраща жіноча роль» (по 5 перемог).
Бере активну участь у соціальному житті. Є амбасадоркою Loomba Trust — благодійної організації, що знаходиться у Великій Британії і підтримує вдів і їхніх дітей по всьому світу. 26 листопада 2008 року отримала нагороду Karmaveer Puraskaar за внесок в області соціального розвитку.

## Життєпис
Каджол народилася в Бомбеї у родині маратхійсько-бенгальського походження. Батьки Каджол розійшлися, коли вона була ще дитиною. Однак акторка стверджує, що не відчувала, ніби живе в неповній сім'ї.
Її мати Тануджа  (до шлюбу Самарт) була акторкою, а батько Шому Мукхерджі — кінопродюсером та режисером. Сім'я Каджол була тісно пов'язана зі світом кіно. Каджол — акторка в четвертому поколінні: крім матері, її тітка Нутан, бабуся Шобхна і прабабуся Раттан Бай  були кіноакторками. Серед інших її родичів знімалися в кіно сестра Таніша , брати її батька Джой  і Деб , кузен   і троюрідна сестра Рані Мукерджі.
Каджол проходила навчання в школі-інтернаті при монастирі святого Йосифа в Панчгані, але залишила школу в 16 років після зйомок у своєму першому фільмі.
На зйомках фільму «Сім'я і закон» вона познайомилася з Аджай Девганом. Вони зустрічалися протягом чотирьох років, перш ніж одружитися 24 лютого 1999 року. 20 квітня 2003 Каджол народила дочку Нісу, після чого зробила п'ятирічну перерву в акторській кар'єрі. 13 вересня 2010 року народила сина.

## Кар'єра
Каджол помітили відразу після її першої ролі у фільмі «Сенсаційний дебют». Але справжній успіх прийшов після фільму «Невкрадена наречена» з Шахрух Ханом. Разом вони склали прекрасний дует, знявшись в 11 фільмах і отримавши статус однієї з найкрасивіших пар в індійському кіно. Каджол — перша індійська акторка, яка отримала нагороду за найкращу негативну роль у фільмі Раджива Раю «Прихована істина». У 2006 році вийшов у світ фільм Куна Кохлі «Сліпа любов» з Аамір Ханом. Каджол блискуче зіграла сліпу дівчину Зуні і з тріумфом повернулася в кіно після 5-річної перерви. У 2008 році знялася у фільмі свого чоловіка Аджая «Ти, я і ми». Далі вперше за сім років вона знову з'явилася на екранах разом з Шахрук Ханом в новому фільмі Карана Джохара «Мене звуть Кхан». Потім був «Ми сім'я» — адаптація голлівудського фільму «Мачуха».
У 2005 році, вигравши разом з чоловіком 1 мільйон рупій в індійській версії передачі «Перший мільйон», пожертвувала гроші на благодійність (боротьбу з раком). Каджол бере активну участь в зйомках різних телешоу. Вона кілька разів була гостею в передачі Карана Джохара «Кава з Караном». У 2008 році разом з чоловіком і мамою була в журі Rok-n-Roll Family.

## Фільмографія
| Рік  |   | Українська назва                    | Оригінальна назва            | Роль               |
| ---- | - | ----------------------------------- | ---------------------------- | ------------------ |
| 1992 | ф | Сенсаційний дебют                   | Behkudi                      | Радхика            |
| 1993 | ф | Чарівник                            | Baazigar                     | Прія               |
| 1994 | ф | З коханням не жартують              | Yeh Dillagi                  | Сапна              |
| 1994 | ф | Борг життя                          | Udhaar Ki Zindagi            | Сита               |
| 1995 | ф | Чудодійний медальйон                | Taaqat                       | Кавіта             |
| 1995 | ф | Сім'я і закон                       | Hulchul                      | Шарм               |
| 1995 | ф | Підставлений                        | Gundaraj                     | Рита               |
| 1995 | ф | Хоробре серце відвезе свою наречену | Dilwale Dulhania Le Jayenge  | Симран Сінгх       |
| 1995 | ф | Каран і Арджун                      | Karan Arjun                  | Сония              |
| 1996 | ф | Провинциал                          | Bambai Ka Babu               | Неха               |
| 1997 | ф | Мрії                                | Minsaara Kanavu              | Прія               |
| 1997 | ф | Пристрасть                          | Ishq                         | Каджол             |
| 1997 | ф | Разом назавжди                      | Hamesha                      | Решма / Рані Шарма |
| 1997 | ф | Прихована істина                    | Gupt                         | Иша                |
| 1998 | ф | Не треба боятися любові             | Pyaar Kiya To Darna Kya      | Мускау             |
| 1998 | ф | Маніяк                              | Dushman                      | Соня / Найна       |
| 1998 | ф | Кохання мало статися                | Pyaar To Hona Hi Tha         | Санжаа             |
| 1998 | ф | Я щось відчуваю                     | Kuch Kuch Hota Hai           | Анжели             |
| 1999 | ф | Я живу в твоєму серці               | Hum Aapke Dil Main Rehte Hai | Хутра              |
| 1999 | ф | Ось і прийшла любов                 | Hote Hote Pyaar Ho Gaya      | Пінкі              |
| 1999 | ф | Як же бути серцю                    | Dil Kya Kare                 | Нандита            |
| 2000 | ф | Дядько Раджу                        | Raju Chacha                  | Анна               |
| 2001 | ф | Двійнята                            | Kuch Khatti Kuch Meethi      | Тіна / Світі       |
| 2001 | ф | І в печалі, і в радості             | Kabhi Khushi Kabhie Gham     | Анжа               |
| 2003 | ф | Чи зійде завтра сонце над блакиттю? | Kal Ho Naa Ho                | Запрошена зірка    |
| 2006 | ф | Сліпа любов                         | Fanaa                        | Зуні               |
| 2006 | ф | Ніколи не кажи «Прощай»             | Kabhi Alvida Naa Kehna       | Запрошена зірка    |
| 2007 | ф | Коли одного життя мало              | Om Shanti Om                 | Запрошена зірка    |
| 2008 | ф | В тобі я бачу Бога                  | Rab Ne Bana Di Jodi          | Запрошена зірка    |
| 2008 | ф | Ти, я і ми                          | U Me Aur Hum                 | Пія                |
| 2010 | ф | Мене звуть Кхан                     | My name is Khan              | Мандира            |
| 2010 | ф | Я люблю тебе, мамо!                 | We Are Family                | Майя               |
| 2010 | ф | Супергерой Тунпура                  | Toonpur Ka Superhero         | Прія               |
| 2011 | ф |                                     | Koochie Koochie Hota Hai     | Angie (озвучка)    |
| 2012 | ф | Студент року                        | Student of the year          | Запрошена зірка    |
| 2015 | ф | Золоте серце                        | Dilwale                      | Миру               |

## Нагороди
Володарка 6 премій Filmfare Awards, з них 5 за  найкращу жіночу роль (усього була номінована 10 разів) і 1  за найкращу негативну роль в фільмах:
- Невикрадена наречена (1996)
- Все в житті буває (1999)
- І в печалі, і в радості (2002)
- Сліпа любов (2007)
- Мене звуть Хан (2011)

Є рекордсменкою за кількістю номінацій (всього 9) на  Screen Award  за найкращу жіночу роль, але отримала нагороду тільки 2 рази: в 1999 за роль у фільмі «Маньяк» і в 2001 за роль в «І в печалі, і в радості».